# Strmovo (Bajina Bašta)
Pour les articles homonymes, voir Strmovo.
Strmovo (en serbe cyrillique : Стрмово) est un village de Serbie situé dans la municipalité de Bajina Bašta, district de Zlatibor. Au recensement de 2011, il comptait 496 habitants.

## Démographie
| 1948  | 1953  | 1961  | 1971  | 1981 | 1991 | 2002 | 2011 |
| ----- | ----- | ----- | ----- | ---- | ---- | ---- | ---- |
| 1 432 | 1 432 | 1 418 | 1 188 | 933  | 729  | 582  | 496  |

|  |